# Lipowiec (gromada w powiecie krotoszyńskim)
Lipowiec – dawna gromada, czyli najmniejsza jednostka podziału terytorialnego Polskiej Rzeczypospolitej Ludowej w latach 1954–1972.
Gromady, z gromadzkimi radami narodowymi (GRN) jako organami władzy najniższego stopnia na wsi, funkcjonowały od reformy reorganizującej administrację wiejską przeprowadzonej jesienią 1954 do momentu ich zniesienia z dniem 1 stycznia 1973, tym samym wypierając organizację gminną w latach 1954–1972.
Gromadę Lipowiec z siedzibą GRN w Lipowcu utworzono – jako jedną z 8759 gromad na obszarze Polski – w powiecie krotoszyńskim w woj. poznańskim, na mocy uchwały nr 27/54 WRN w Poznaniu z dnia 5 października 1954. W skład jednostki weszły obszary dotychczasowych gromad Czarnylas, Dębiogóra, Kaniew, Lipowiec i Orla ze zniesionej gminy Koźmin oraz miejscowość Tatary (karta 10 i niektóre parcele z karty 9 obrębu Kożmin) z miasta Koźmina – w tymże powiecie. Dla gromady ustalono 14 członków gromadzkiej rady narodowej.
Gromadę zniesiono 1 stycznia 1958, a jej obszar włączono do nowo utworzonej gromady Koźmin w tymże powiecie.